# Elongatocontoderus fuscofasciatus
Elongatocontoderus fuscofasciatus là một loài bọ cánh cứng trong họ Cerambycidae.